# Parker Washington (fútbol americano)
Christopher Parker Washington (Sugar Land, Texas; 21 de marzo de 2002) más conocido como Parker Washington, es un jugador profesional estadounidense de fútbol americano, se desempeña en la posición de wide receiver en Jacksonville Jaguars, en la National Football League (NFL).

## Carrera
Hizo su debut profesional con el equipo Jacksonville Jaguars, lleva jugando una temporada, comenzó en el 2023.